# 佐屋町立杉野図書館
佐屋町立杉野図書館（さやちょうりつすぎのとしょかん）は、かつて愛知県海部郡佐屋町にあった公共図書館。1966年（昭和41年）に開館し、1994年（平成6年）11月に閉館した。1995年（平成7年）3月には後継館の佐屋町立図書館（現・愛西市中央図書館）が開館している。名鉄尾西線日比野駅から南に1kmの距離だった。

## 歴史

### 開館

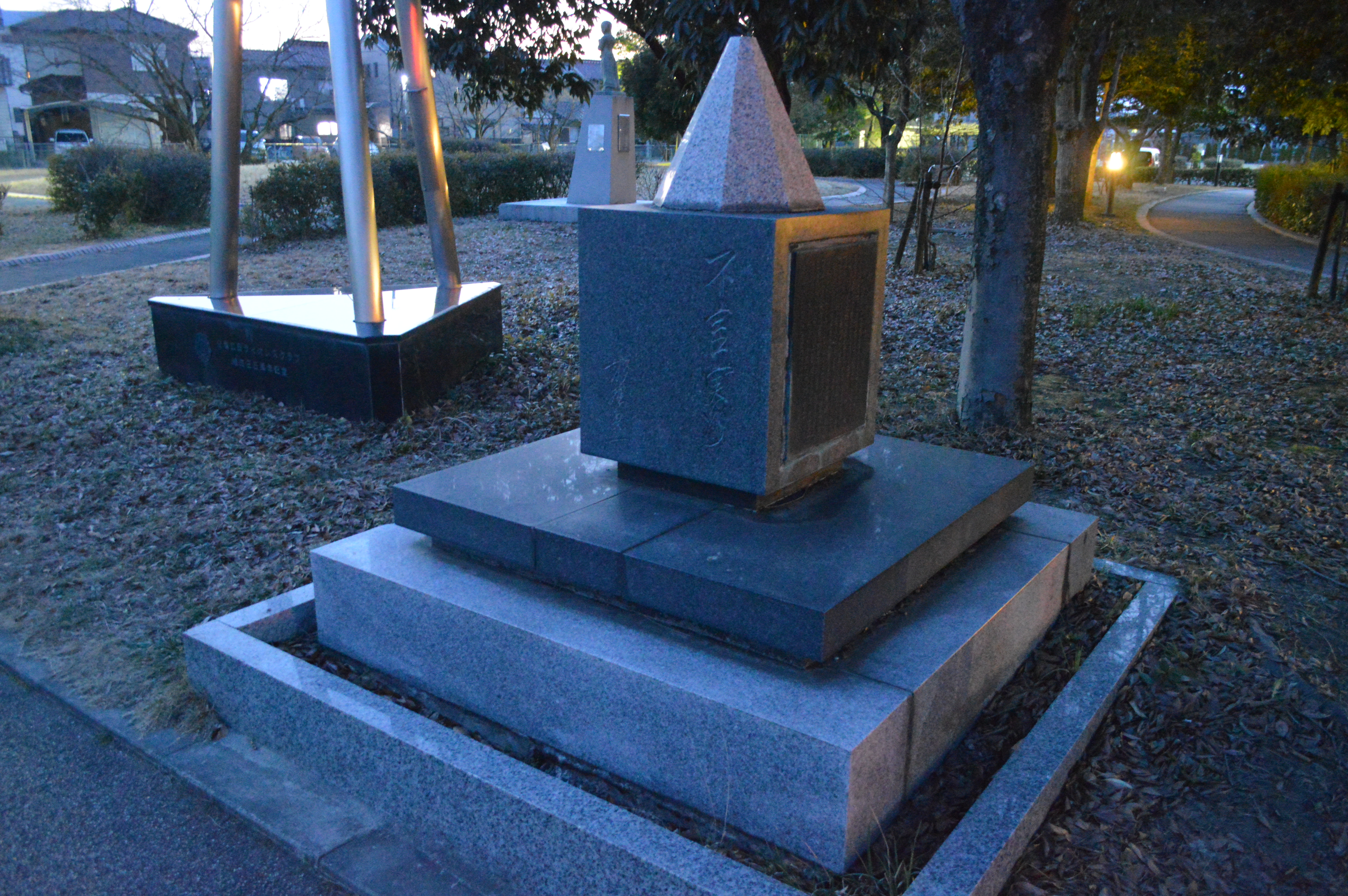
1966年に設置された「不言実行」の石碑

海部郡佐屋町出身の実業家・教育者である杉野繁一は、故郷の佐屋町の町制施行10周年を記念して、個人的に1000万円を寄付した。佐屋町は1966年（昭和41年）1月の町議会で図書館建設特別委員会の設置を決定し、土地買収費を除く建築費・付帯工事費・備品購入費に寄付金を充てて図書館の建設を計画した。建設場所は佐屋町立佐屋小学校の南側、佐屋町役場の西側。
1966年（昭和41年）4月23日に着工し、11月3日に杉野の名を冠した佐屋町立杉野図書館が開館した。前日の11月2日には竣工式と除幕式が開催され、杉野繁一と妻の杉野芳子が東京から駆け付けたのはもちろん、桑原幹根愛知県知事や国会議員などが出席している。

### 開館後

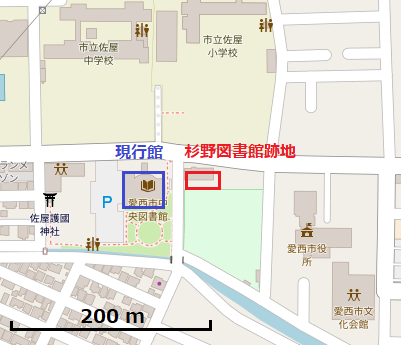
杉野図書館と現行館の位置関係

延床面積は616.46m2であり、1階・2階それぞれが308.23m2である。2階に玄関・事務室・閲覧室・展示室・書庫があり、1階は駐車場や倉庫だった。なお図書館と並行して建物の南側には587m2の公園が建設されている。
10月から3月までの開館時間は「9時-16時30分」、4月から9月までの開館時間は「9時-17時」だった。休館日は月曜日・祝日・年末年始であり、日曜日も開館した。開館時の蔵書数は約3,000冊だったが、開館後しばらくして準備が整うまでは館外貸出を行っていない。開館後には佐屋ライオンズクラブや立田ライオンズクラブなどから図書の寄贈を受けている。
開館10周年を迎えた1976年（昭和51年）時点の蔵書数は約11,300冊だった。1976年時点の休館日は月曜日と祝日であり、貸出日は火曜日と木曜日のみだった。所定の申込用紙に記入することで、中学生以下は1冊まで1週間、高校生以上は2冊まで2週間館外貸出できた。
1978年時点では2階のみに冷暖房設備があった。館長室兼応接室（兼郷土資料室）、閲覧室、事務室、書庫などがあった。1978年時点では館長、事務職員2人、臨時職員1人が運営にあたっていた。1978年時点の開館時間は9時から17時であり、休館日は毎週月曜日・月末日・祝日・年末年始・特別整理期間だった。1978年4月1日時点の蔵書数は12,581冊だった。

### 閉館

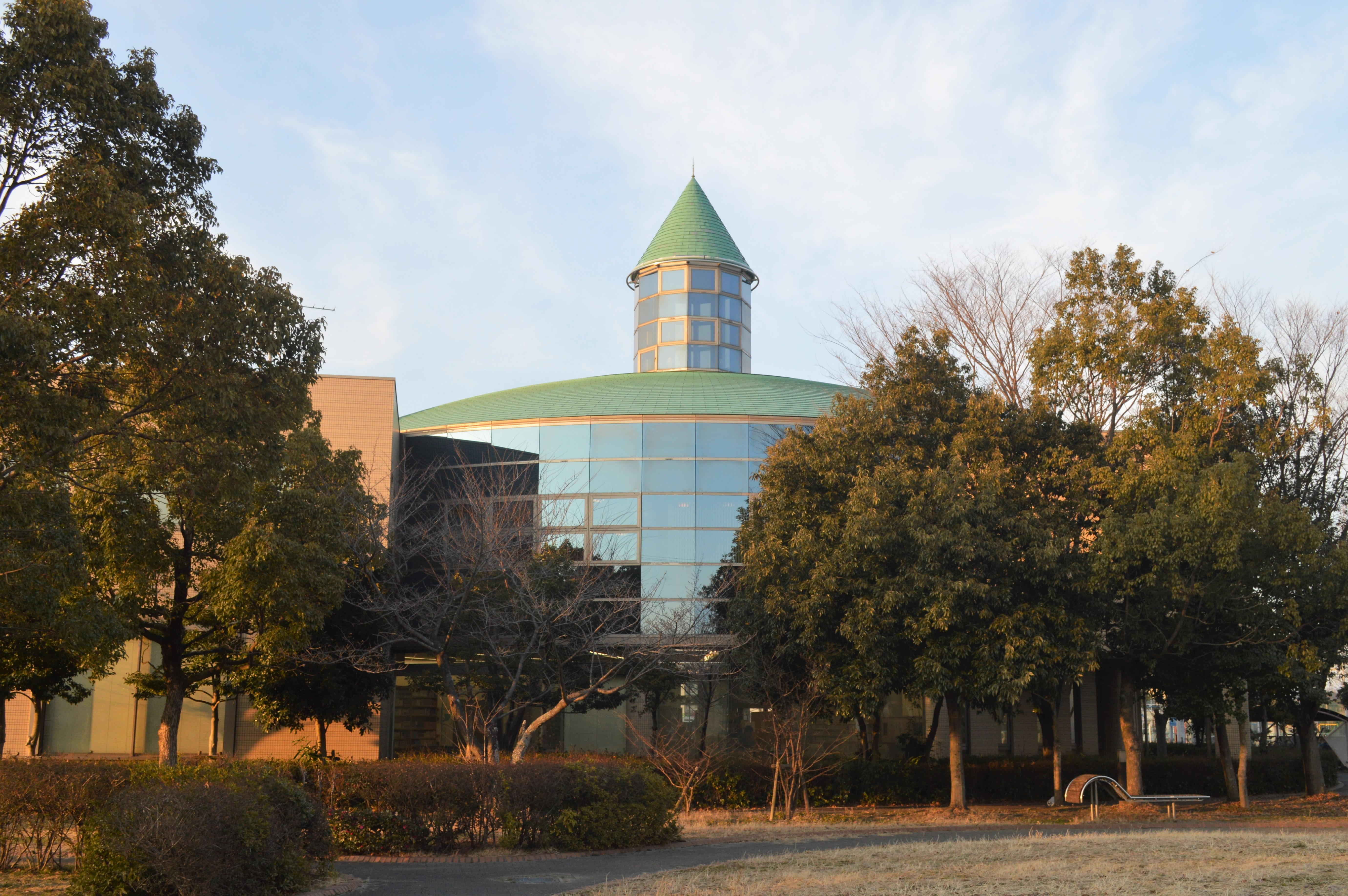
愛西市中央図書館

新館への移転準備のために、佐屋町立杉野図書館は1994年（平成6年）11月27日に閉館した。1994年の閉館時の杉野図書館では、館外閲覧証を利用して手作業で貸出返却処理を行っていた。1995年（平成7年）3月には佐屋町立図書館が開館した。
2005年（平成17年）4月には佐屋町・佐織町・立田村・八開村の2町2村が合併して愛西市が発足し、佐屋町立図書館は愛西市中央図書館に改称している。杉野図書館の建物は佐屋社会福祉会館として使用されたが、2014年（平成26年）以降に解体され、跡地には防災備蓄倉庫が建設された。